# 天慶の出羽俘囚の乱
天慶の出羽俘囚の乱（てんぎょうのでわふしゅうのらん）は、平安時代に起きた俘囚（蝦夷）の反乱。出羽俘囚の乱、俘囚の乱、天慶の乱とも呼ばれる。

## 経緯
天慶2年4月17日（938年5月22日）に俘囚が反乱し、秋田城の軍と交戦したことが都に馳駅言上されたと『日本紀略』等に見える。翌日には官符が3枚発せられ、精兵の訓練と要害堅固、国内の浪人を身分の高下にかかわらず動員すること、大物忌神の山が燃えるとの占いがあるので祀り鎮めることが指示された。『貞信公記抄』によると、反乱した俘囚は秋田郡に到り官稲を奪ったとある。同書ではこのとき賊は「異類」を率いてきたとも記載されており、この「異類」を俘囚とは異なる蝦夷とする説、渡島の狄とする説 や、アイヌではないかとする説 がある。
6月21日（7月24日）には陸奥国に兵士を移送するよう解状が奏せられ、7月18日（8月19日）になって出羽国あての官符が2枚発せられ、国庫の武器・戎具を軍士に与えること、正税穀を兵糧とすること、練兵し賊徒を追討すること、秋田城介源嘉生に譴責を加えることが指示された（『本朝世紀』）。
しかし、史料上からは以後の記録は消え、戦闘の経過は不明である。